# Lulù la fatina blu
Lulù è la protagonista di una serie di volumi ideati dall'editore Augusto Vecchi.

## Personaggio
Lulù la fatina blu vive nella Città delle Fate, un luogo magico abitato da piccole creature, che sorge nel cuore di un bosco incantato. È generosa, bella, simpatica, sincera e coraggiosa. Alta 18 cm ama cucinare, il suo dolce preferito è la torta di mele con lamponi e pinoli. Le due sue amiche fate si chiamano Dany e Meggie, mentre Lappo è uno gnomo.

## Pubblicazioni
Secondo il catalogo dell'editore, i libri di questo personaggio, oltre all'Italia, sono stati venduti in 28 paesi.